# Minthodes brevipennis
Minthodes brevipennis är en tvåvingeart som beskrevs av Brauer och Julius Edler von Bergenstamm 1889. Minthodes brevipennis ingår i släktet Minthodes och familjen parasitflugor. Inga underarter finns listade i Catalogue of Life.